# Jüdisches Museum Thessaloniki

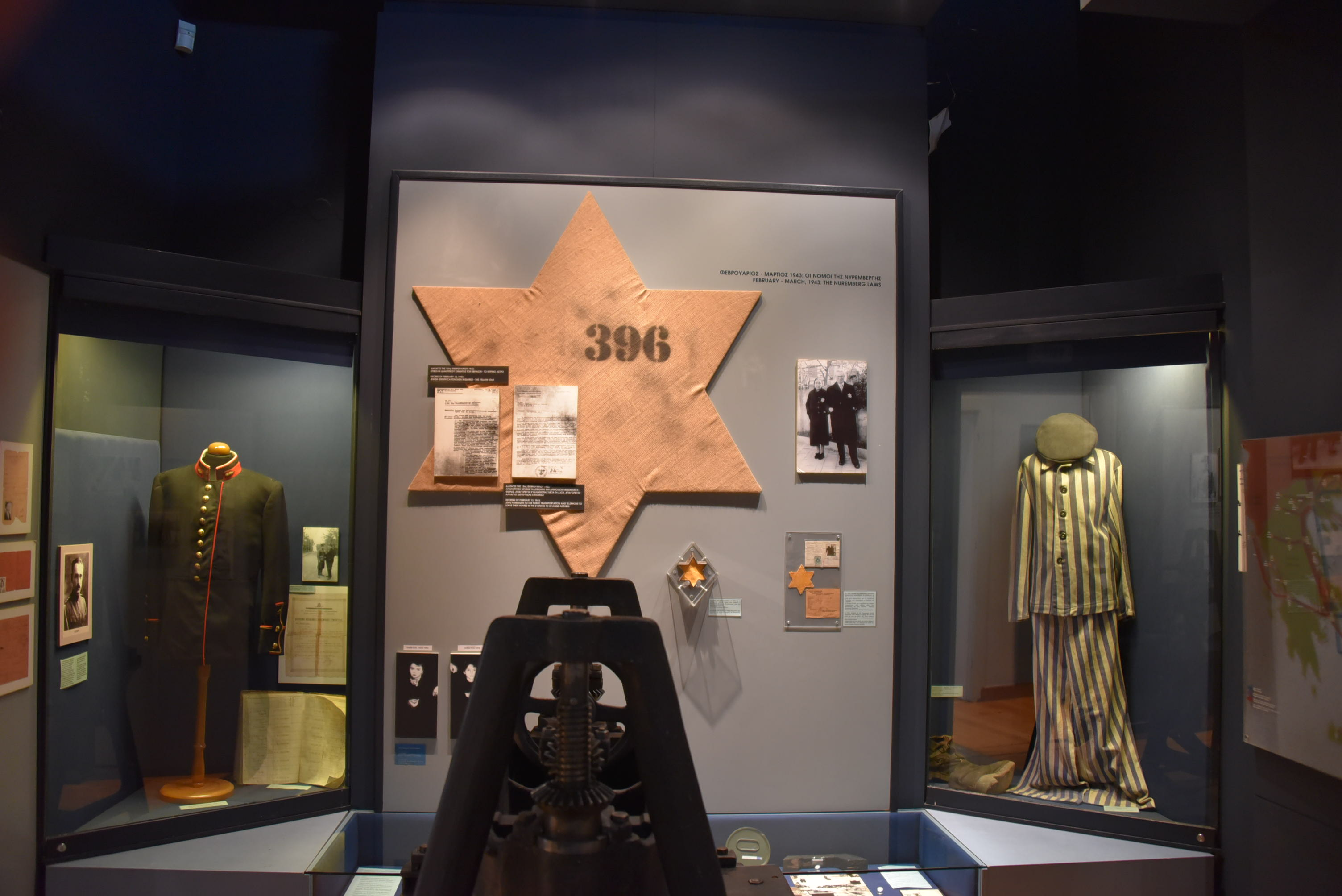
Holocaust-Ausstellung

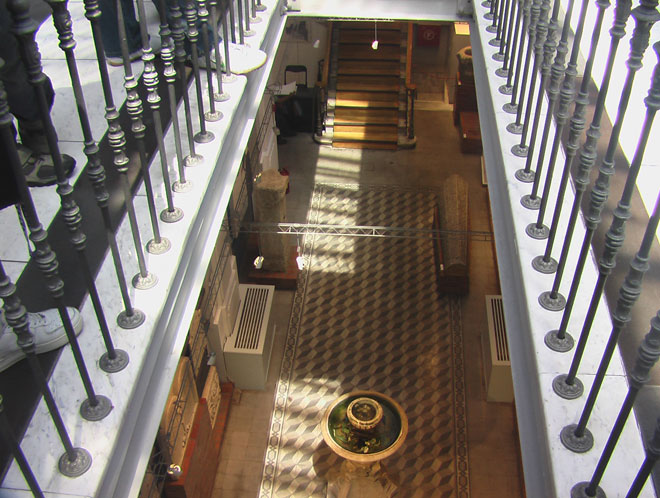
Blick vom ersten Stock

Das Jüdische Museum in Thessaloniki (griechisch Εβραϊκό Μουσείο Θεσσαλονίκης Evraiko Mousio Thessalonikis, Ladino Museo Djudio de Salonik) ist (neben dem Jüdischen Museum Griechenlands in Athen und dem kleinen Jüdischen Museum Rhodos) eines von drei jüdischen Museen in Griechenland. Es zeigt einen Teil der Geschichte der einst jüdisch dominierten Metropole Thessaloniki und der sephardischen Juden (siehe jüdische Gemeinde Thessaloniki).

## Geschichte
Das Museum wurde erstmals 1997 im ehemaligen jüdischen Viertel der Stadt eröffnet und stellte (neben dem Museum für zeitgenössische Kunst) eine der Museums-Initiativen zur Kulturhauptstadt Europas dar. Grundstock der Sammlung bildeten die Fotosammlung von Simon Marks und die sakralen Gegenstände der sephardischen Gemeinde. Unter seinem heutigen Namen und als Institution besteht das Museum seit 2001. Es befindet sich in einem früheren Bürogebäude der Banque d’Athènes, welches 1904 von Vitaliano Poselli entworfen wurde.